# Niederrheinisch-Westfälisches Reichsgrafenkollegium

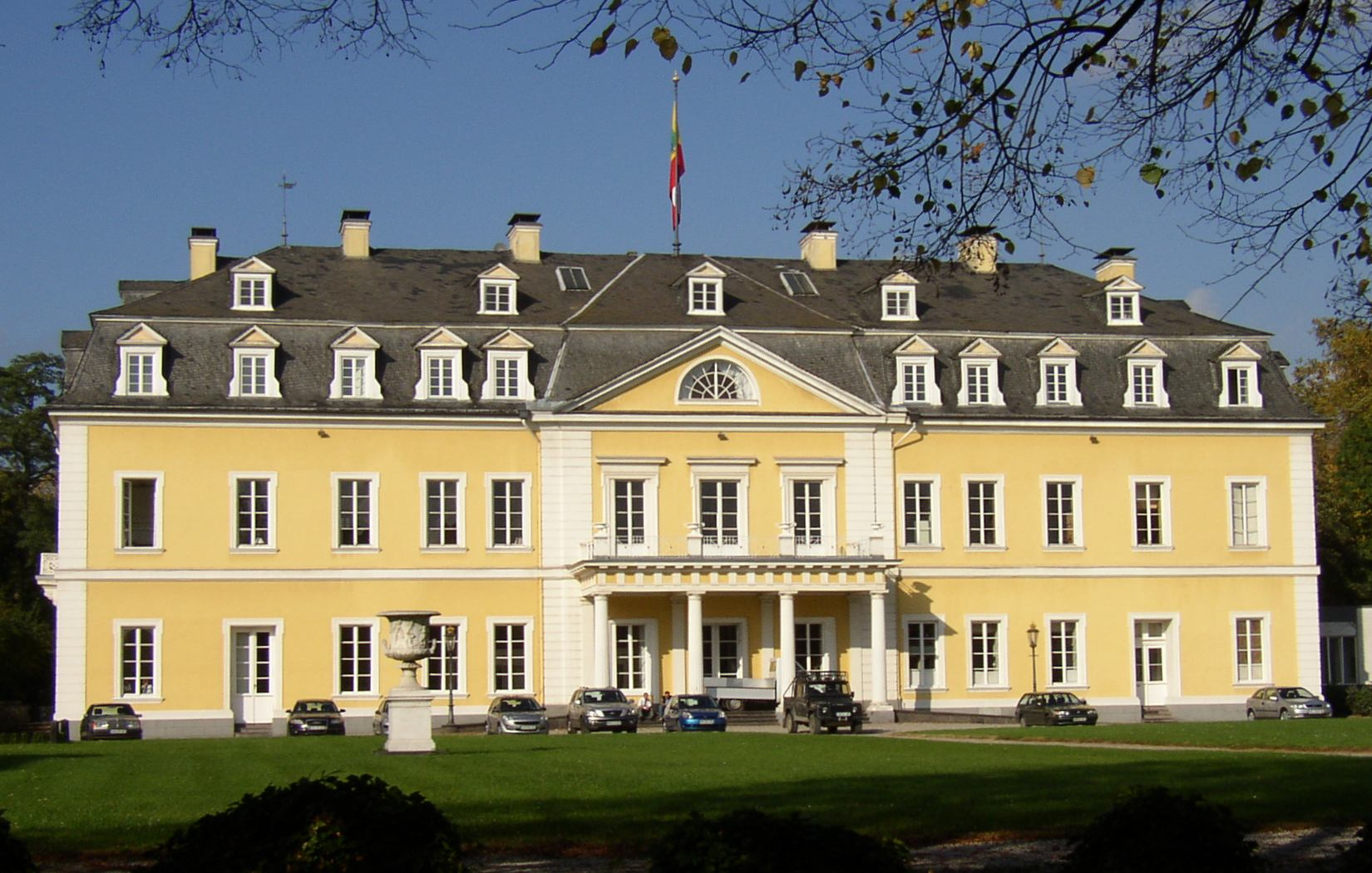
Der Fürst von Wied-Neuwied übte das Amt des evangelischen Direktors aus

Das niederrheinisch-westfälische Reichsgrafenkollegium, auch westfälische Grafenbank genannt, war der korporative Zusammenschluss der niederrheinisch-westfälischen Reichsgrafen und Herren zur Wahrung ihrer Interessen auf den Reichstagen und insbesondere im Reichsfürstenrat. Es bestand von 1653 bis zum Ende des Heiligen Römischen Reiches 1806.

## Entstehung und Struktur
Erste Ansätze um die Bewerbung um eine Kuriatstimme der westfälisch-niederrheinischen Grafen und Herren stammten aus dem zweiten Jahrzehnt des 17. Jahrhunderts. Ein entsprechender Antrag folgte 1653/1654. Dem stimmten Kaiser und Reichsfürstenrat zu. Ein Teil der Mitglieder hatte zuvor zum Wetterauischen Reichsgrafenkollegium gehört. In der ersten Zeit bis 1692 wurde die Stimmführung einem abwechselnd dafür bestimmten Gesandten übertragen. Dieser übte das Stimmrecht für einen Monat aus, bis der nächste Vertreter dran war. In der Aufrufordnung des Reichsfürstenrats nahm die Westfälische Grafenbank den letzten Rang (Platz 100) ein. Bis 1706 entstand eine stärkere innere Struktur. Ein Direktorium verwaltete nun die Stimmabgabe. Seit 1698 gab es jeweils einen Direktor für den linksrheinischen und einen für den rechtsrheinischen Bereich. Die Direktoren mussten eine altgräfliche Abstammung aufweisen und über eine genügende Kanzlei verfügen, um die zusätzlichen Aufgaben zu bewältigen. Aufgabe war unter anderem die Vorbereitung der Grafentage. Daneben gab es den gemeinsamen Reichstagsgesandten, einen Syndikus, einen Kassierer und einen Kanzlisten. Sitz des Syndikus war Köln. Jedes Jahr fand ein Grafentag in Köln meist im Zusammenhang mit dem Kreistag des niederrheinisch-westfälischen Reichskreises statt.

## Entwicklung
Anfangs stand das gemeinsame Interesse gegenüber der vordringenden Macht der Fürsten im Vordergrund. Um innere Konflikte zu vermeiden, achtete das Kollegium auf konfessionelle Parität. Ein Problem war von Anfang an, dass große Territorialstaaten wie Preußen, Hannover, Dänemark-Oldenburg und andere dadurch, dass sie auch den Besitz und Titel von niederrheinisch-westfälischen Grafen innehatten, die Institution immer stärker beeinflussten. Der Versuch der Grafen, die Fürsten von der Stimmabgabe im Kollegium auszuschließen, scheiterte mehrfach.
Trotz der angestrebten konfessionellen Parität lag die Mehrheit im protestantischen Lager. Spätestens mit dem österreichischen Erbfolgekrieg geriet die Politik des konfessionellen Ausgleichs an ihre Grenzen. Die katholischen Grafen standen tendenziell auf Seiten Habsburgs, während auf protestantischer Seite die Interessen der großen Fürsten dominierten. Dies führte dazu, dass 1747 einer der Direktoren des Kollegiums dieses stilllegte. Um weiter gemeinsam Politik machen zu können, gründete die protestantische Seite einen „engeren Korrespondenzverein.“ Diesem wurde von katholischer Seite die Anerkennung verweigert. Diese Auseinandersetzungen bedeuteten das faktische Ende des politischen Einflusses. Die Reichstagsstimme wurde von der protestantischen Seite weitergeführt. Es entstanden zwei konfessionell getrennte Unterkollegien, denen aber die beiden Direktoren vorstanden. Der Versuch der katholischen Seite, eine Reichstagsstimme zu erhalten, führte 1805, also kurz vor dem Ende des Reiches, zur Entstehung eines schwäbisch-westfälischen Grafenkollegs.

## Die Mitglieder des Westfälischen Reichsgrafenkollegiums 1792
- 01. Markgraf von Brandenburg-Ansbach wegen Grafschaft Sayn-Altenkirchen (1792 an Preußen),
- 02. Burggraf von Kirchberg wegen Grafschaft Sayn-Hachenburg (1799 an Nassau-Weilburg),
- 03. König von Preußen wegen Grafschaft Tecklenburg,
- 04. Fürst zu Wied-Runkel wegen der oberen Grafschaft Wied,
- 05. Fürst zu Wied-Neuwied wegen der unteren Grafschaft Wied,
- 06. Graf von Schaumburg-Lippe wegen Anteils an der Grafschaft Schaumburg,
- 07. Landgraf von Hessen-Kassel wegen Anteils an der Grafschaft Schaumburg,
- 08. Herzog von Oldenburg wegen Herzogtum Oldenburg (bis 1776 Grafschaft Oldenburg),
- 09. Herzog von Oldenburg wegen Grafschaft Delmenhorst,
- 10. Fürst zur Lippe wegen Grafschaft Lippe-Detmold (seit 1789),
- 11. Kurfürst von Braunschweig-Lüneburg wegen Grafschaft Bentheim (die Stimme ruhte wegen hannoverschen Pfandbesitzes),
- 12. Graf von Bentheim und Steinfurt wegen Grafschaft Steinfurt,
- 13. Kurfürst von Braunschweig-Lüneburg wegen Grafschaft Hoya,
- 14. Kurfürst von Braunschweig-Lüneburg wegen Grafschaft Diepholz,
- 15. Kurfürst von Braunschweig-Lüneburg wegen Grafschaft Spiegelberg,
- 16. Graf von Löwenstein-Wertheim wegen Grafschaft Virneburg,
- 17. Fürst Kaunitz wegen Grafschaft Rietberg,
- 18. Fürst von Waldeck wegen Grafschaft Pyrmont,
- 19. Graf von Törring-Jettenbach wegen Gronsfeld,
- 20. Graf von Aspremont-Lynden wegen Grafschaft Reckheim,
- 21. Fürst von Salm-Salm wegen Herrschaft Anholt,
- 22. Graf von Metternich wegen Herrschaft Winneburg und Beilstein,
- 23. Fürst von Anhalt-Bernburg-Schaumburg-Hoym wegen Grafschaft Holzappel,
- 24. Graf von Sternberg wegen der Grafschaften Blankenheim und Gerolstein (seit 1781),
- 25. Graf von Plettenberg wegen der Herrschaft Wittem, Eyß und Schlenacken,
- 26. Graf von Limburg-Styrum-Bömelberg wegen Herrschaft Gemen,
- 27. Graf von Wallmoden-Gimborn wegen der Reichsherrschaft Gimborn und Neustadt (seit 1788),
- 28. Graf von Quadt wegen Herrschaft Wickrath und Schwanenberg,
- 29. Graf von Ostein wegen Herrschaft Myllendonk,
- 30. Reichsgraf von Nesselrode wegen Herrschaft Reichenstein,
- 31. Graf von der Mark wegen Grafschaft Schleiden,
- 32. Graf Schaesberg wegen Grafschaft Kerpen und Lommersum,
- 33. Graf von Salm-Reifferscheidt wegen Reichsherrschaft Dyck,
- 34. Herzog von Arenberg wegen Herrschaft Saffenburg,
- 35. Graf von Platen wegen Grafschaft Hallermund (Hallermund war ohne Gebiet),
- 36. Graf Sinzendorf wegen Burggrafschaft Rheineck,
- 37. Fürst von Bretzenheim wegen Bretzenheim und Winzenheim (seit 1794),
- 38. Fürst von Ligne wegen Grafschaft Fagnolle (seit 1786),
- 39. Graf Waldbott von Bassenheim wegen Herrschaft Olbrück (seit 1788),
- 40. Herzog von Braunschweig-Lüneburg wegen Grafschaft Blankenburg (die Stimme ruhte wegen braunschweigischen Pfandbesitzes),
- --. Graf von Manderscheid (1461 Reichsgrafen, 1780 erloschen)
- --. Graf von Rantzau (1650 Grafen, 1653/1654 Reichsgrafen bis 1734 – Tod des 4. und letzten Reichsgrafen – dann erloschen)
- --. Graf von Velen (1641 Reichsgrafen, 1756 erloschen)

Von den 40 auf der Grafenbank vertretenen Territorien wurden gleich zehn von Reichsfürsten mit Virilstimmen im Reichsfürstenrat geführt:
- Markgraf von Brandenburg und König von Preußen (Sayn-Altenkirchen und Tecklenburg)
- Landgraf von Hessen-Kassel und 1720–1751 König von Schweden (Schaumburg)
- Herzog von Oldenburg und bis 1773 König von Dänemark[Anm. 1] (Oldenburg und Delmenhorst)
- Kurfürst von Braunschweig-Lüneburg und König von England (Bentheim, Hoya, Diepholz)
- Herzog von Braunschweig-Lüneburg-Wolfenbüttel (Blankenburg)
- Fürst von Nassau-Diez-Oranien und Erbstatthalter der Republik der Sieben Vereinigten Provinzen (Spiegelberg)

## Wappen

Sayn
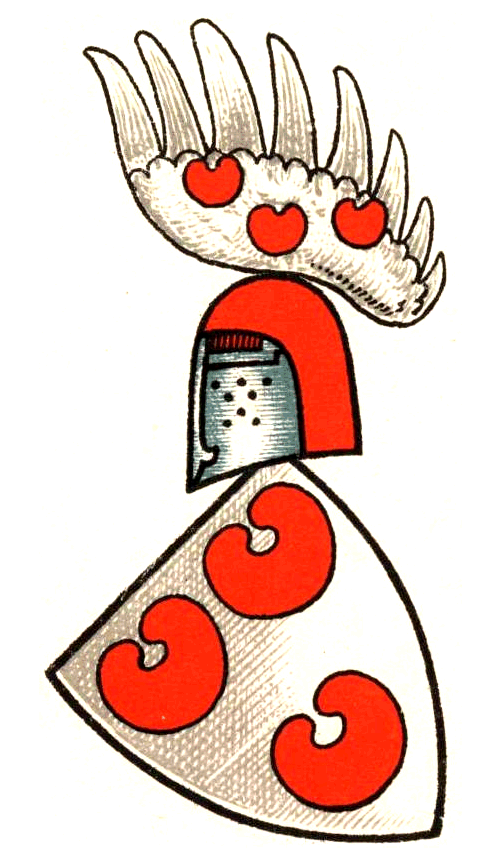
Tecklenburg
Wied
Schaumburg
Oldenburg
Delmenhorst
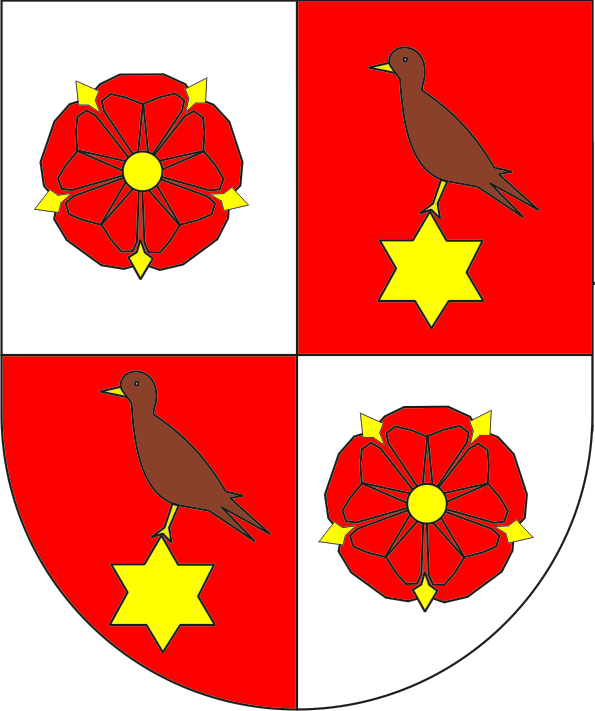
Lippe
Bentheim
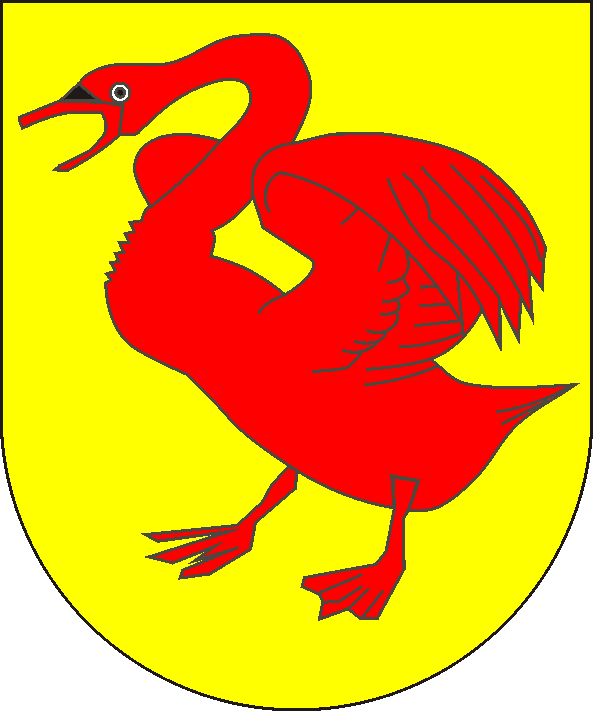
Steinfurt
Hoya
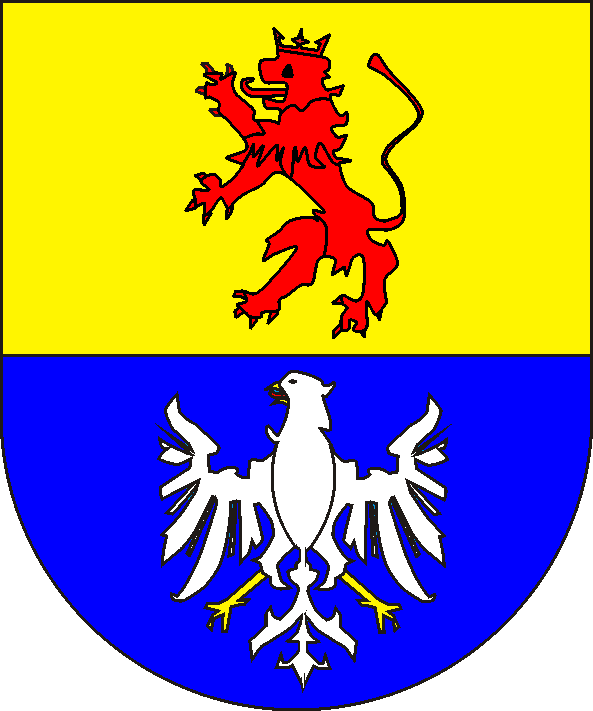
Diepholz
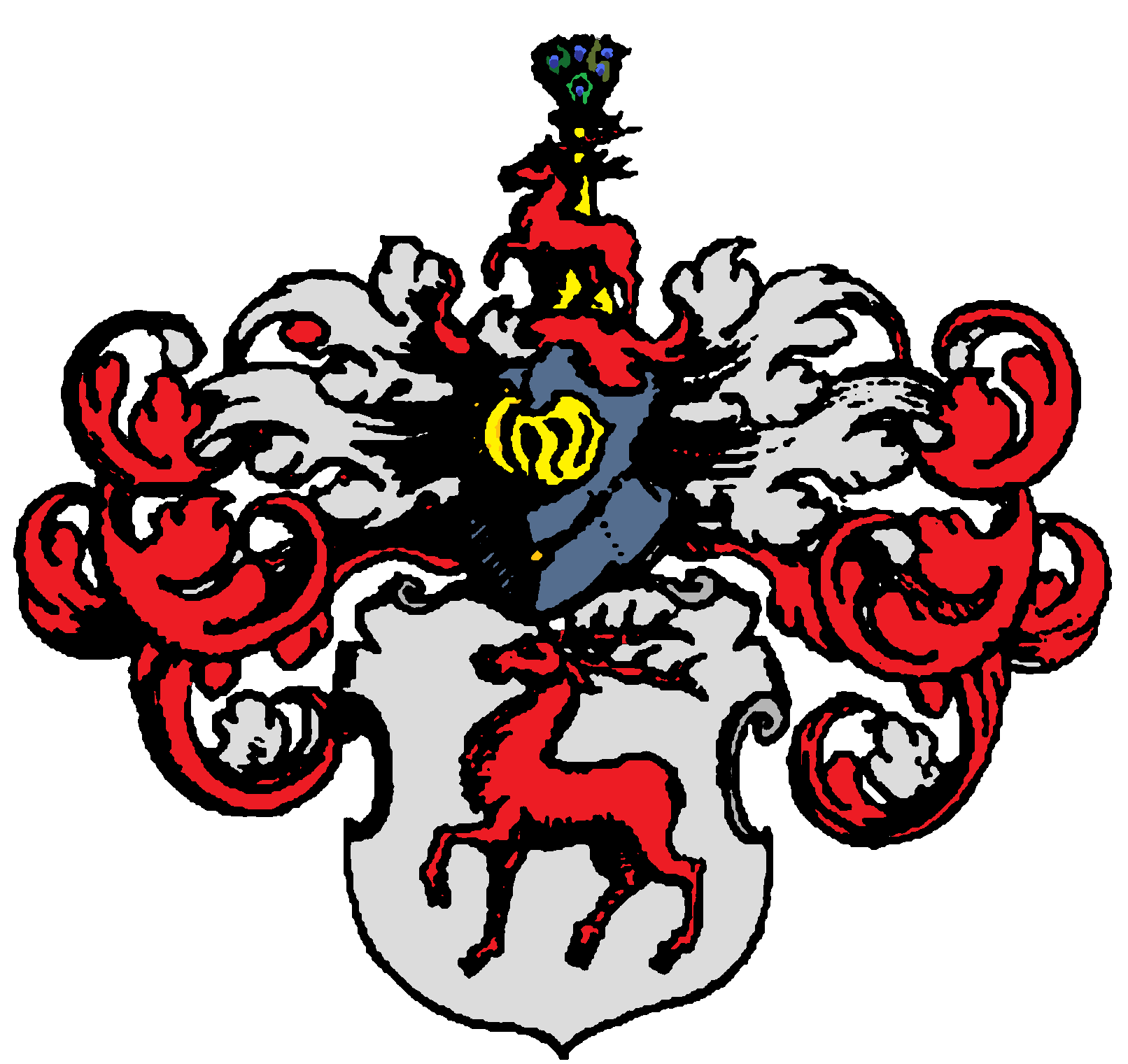
Spiegelberg
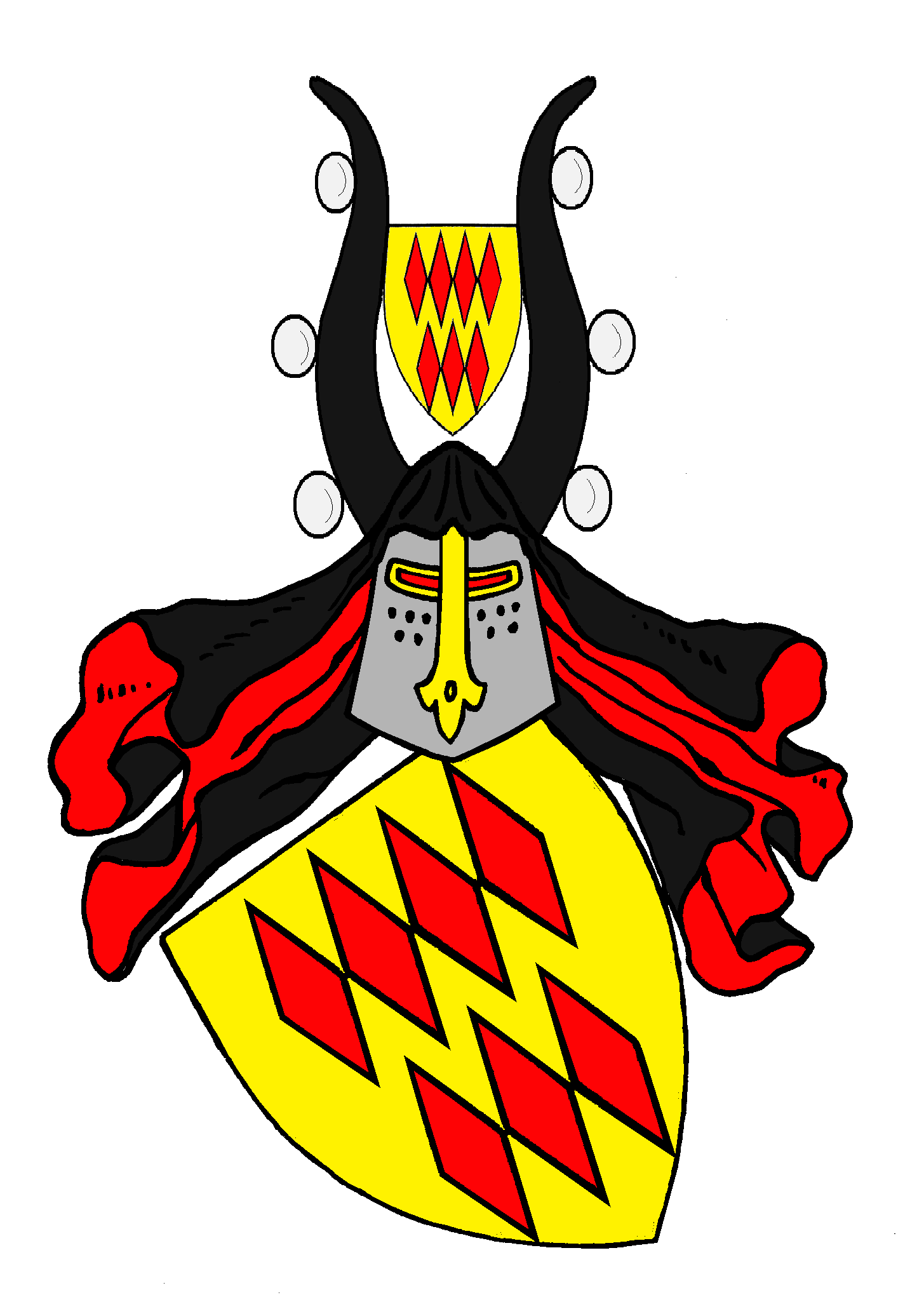
Virneburg
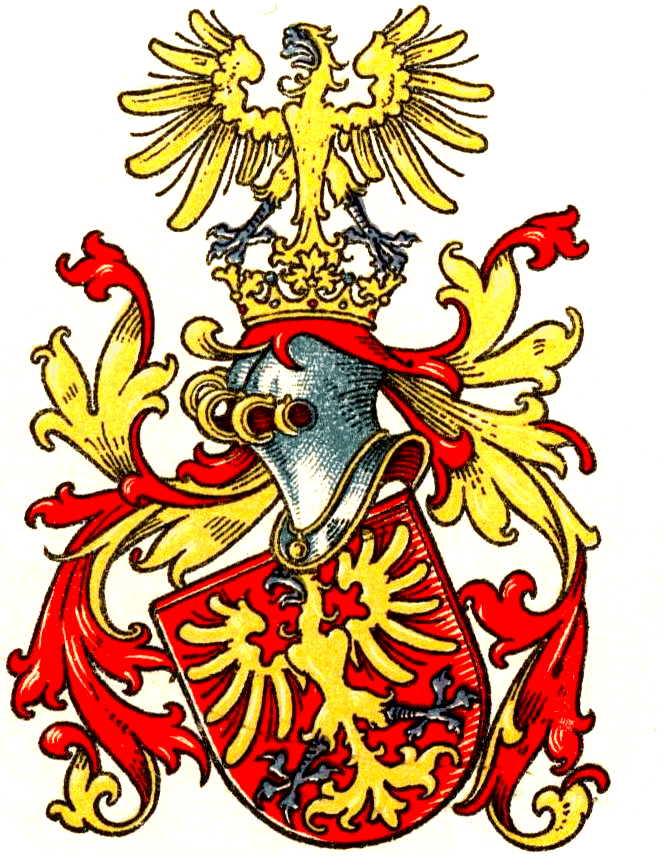
Rietberg
Pyrmont
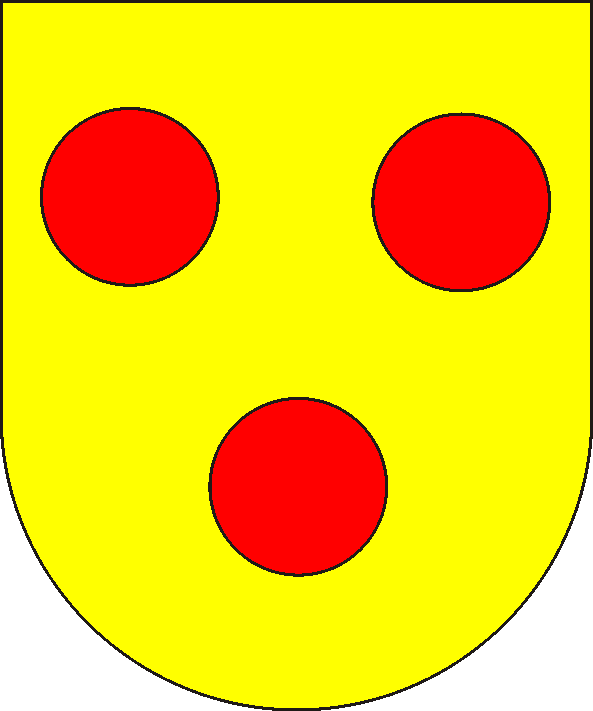
Gronsfeld
Reckheim
Anholt
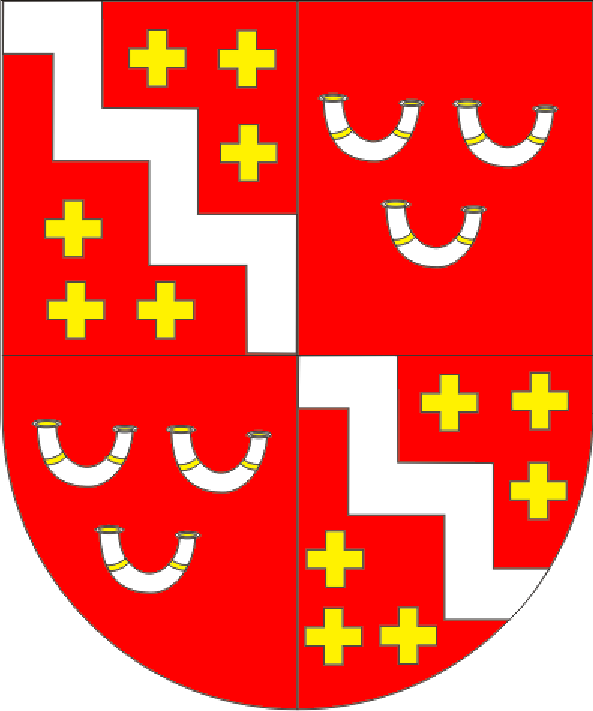
Winneburg-Beilstein
Holzappel
Manderscheid-Blankenheim
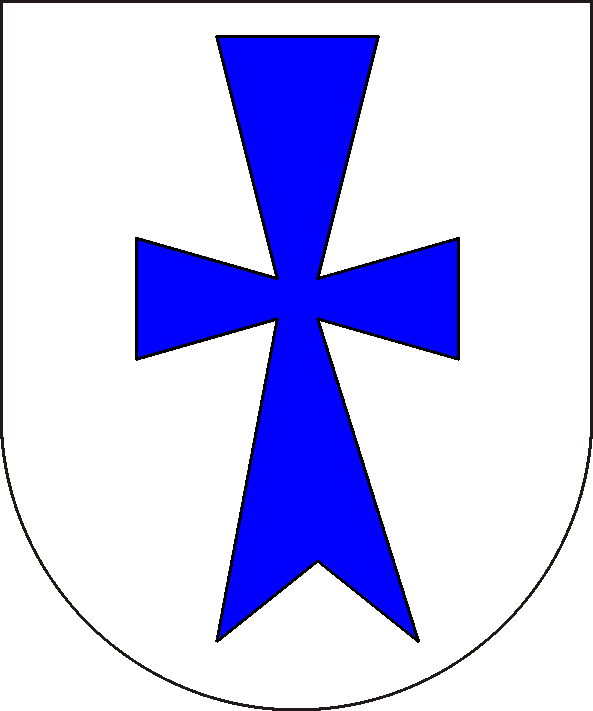
Wittem
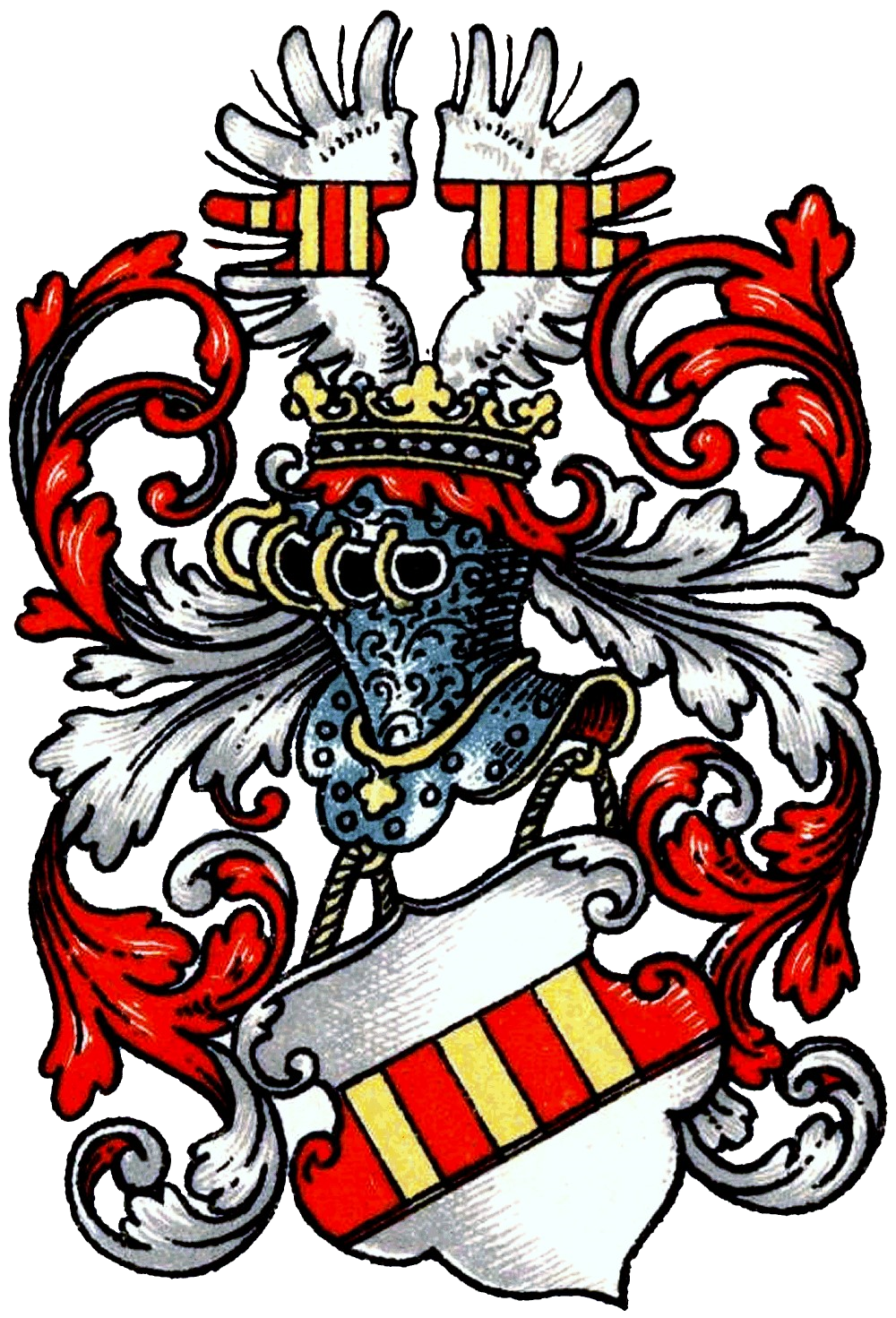
Gemen
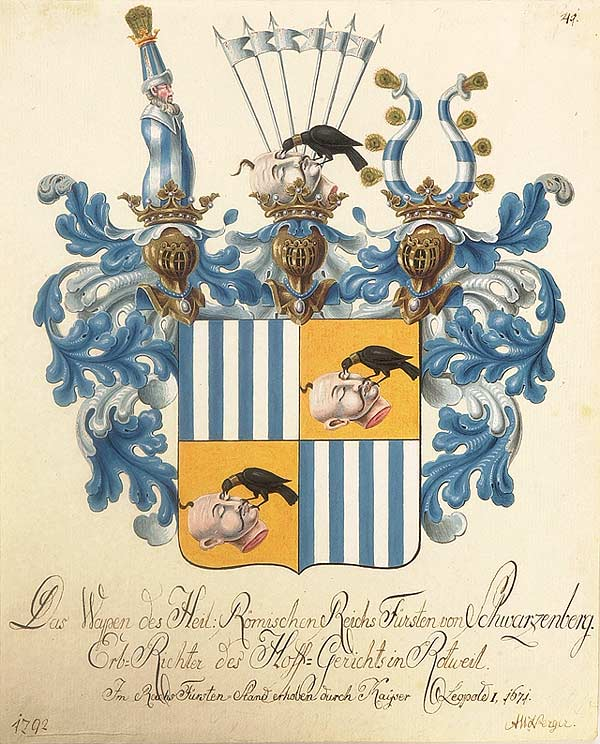
Gimborn (Schwarzenberg)
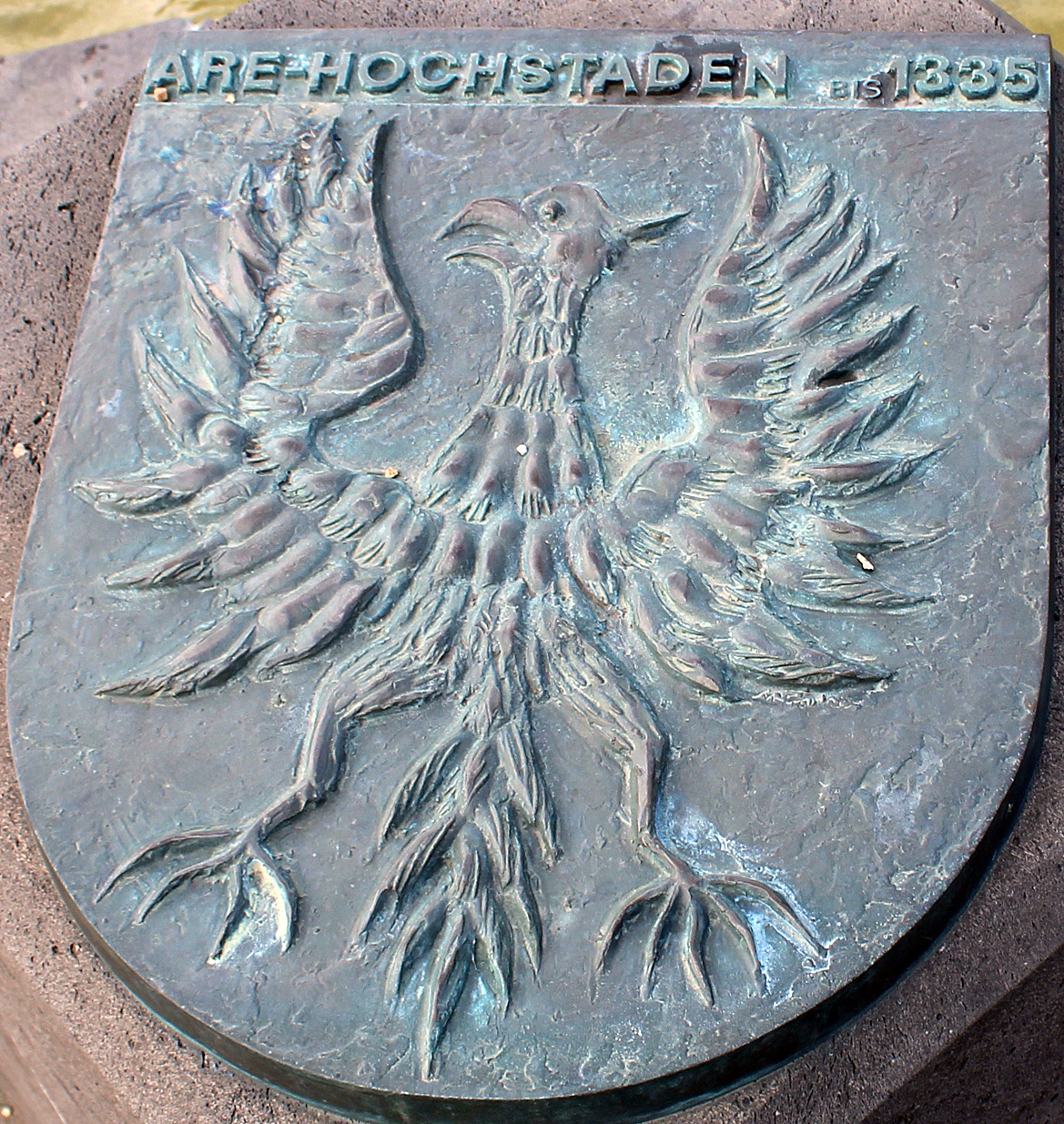
Wickrath (Hochstaden)
Myllendonk (Reifferscheid)
Reichenstein (Nesselrode)
Schleiden (Manderscheid)
Kerpen und Lommersum
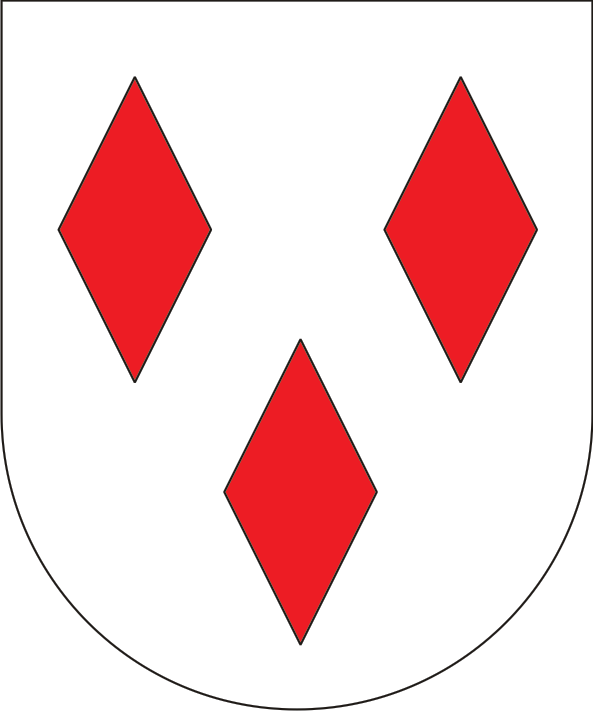
Dyck
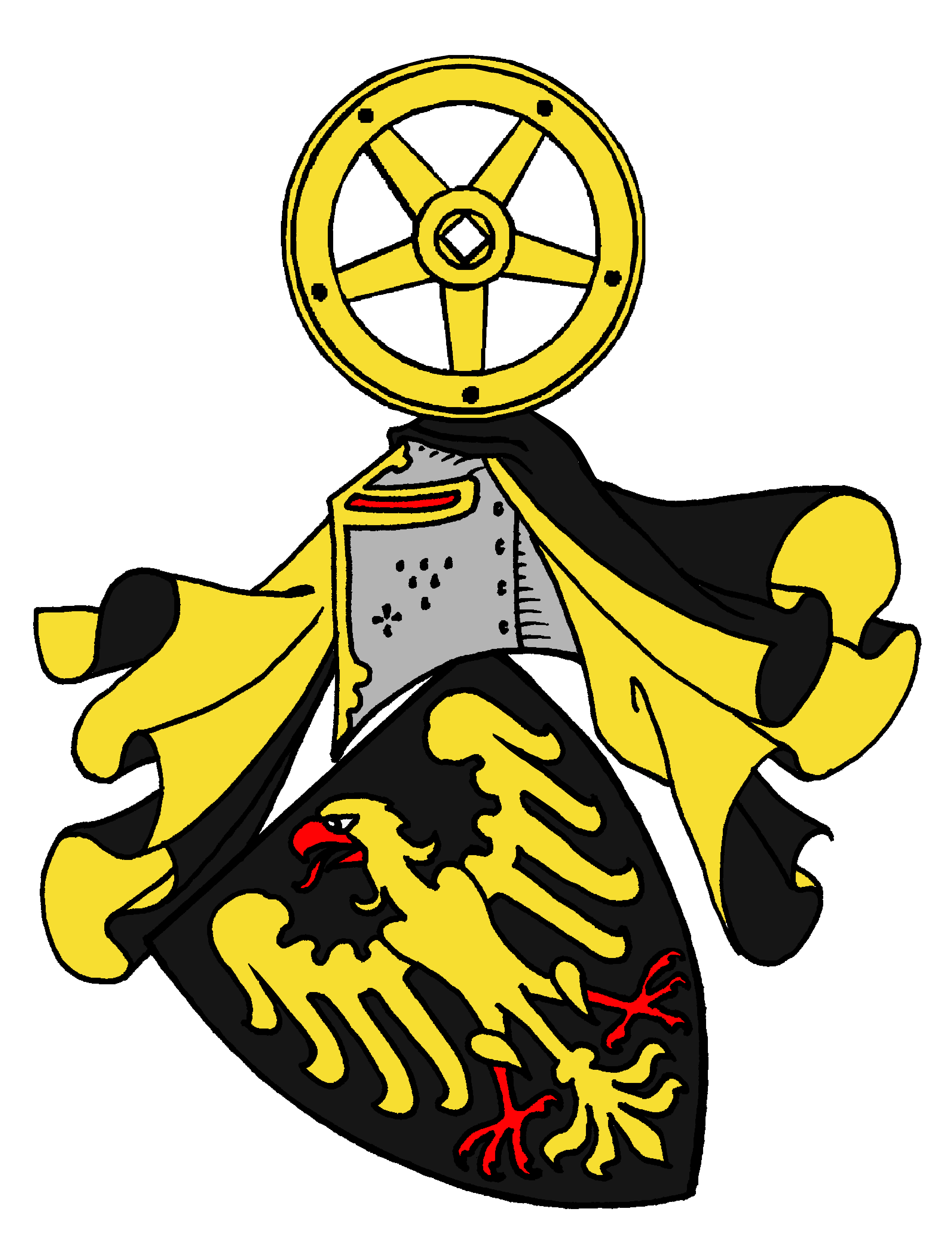
Saffenburg
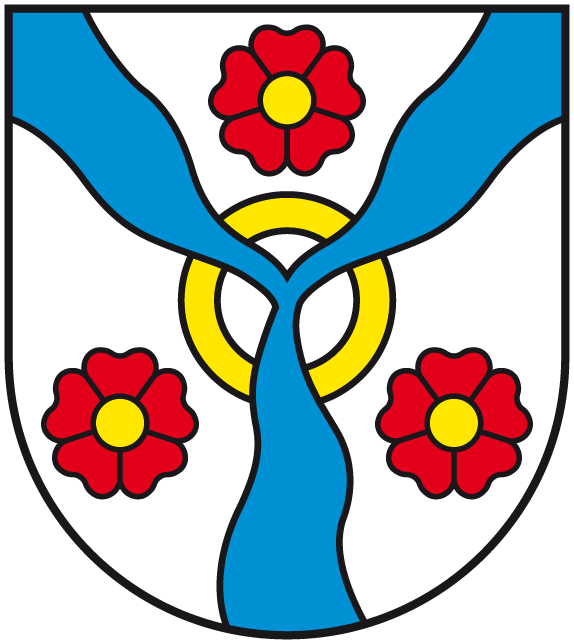
Hallermund
Bretzenheim
Fagnolle (Ligne)
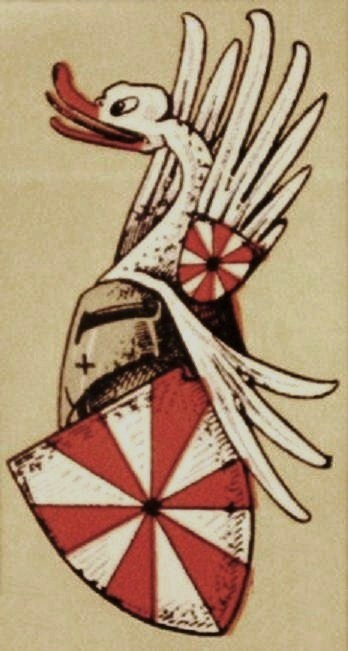
Olbrück (Waldbott von Bassenheim)
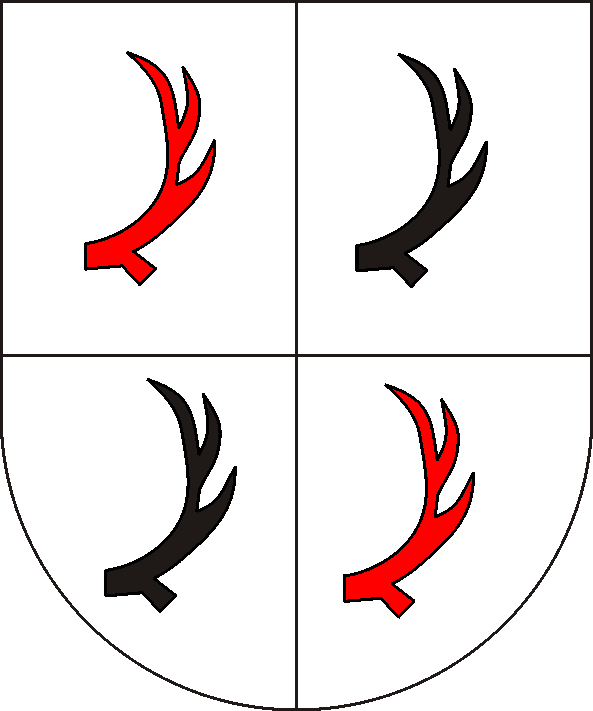
Blankenburg

## Die Auflösung des Westfälischen Reichsgrafenkollegiums
Der Friede von Lunéville vom 9. Februar 1801 und die Abtretung des linken Rheinufers an Frankreich brachten das faktische Ende des Westfälischen Reichsgrafenkollegiums:
- 16 der Territorien fielen im Friedensvertrag 1801 an Frankreich:
  - Virneburg kam zum Département Rhin-et-Moselle,
  - Gronsfeld kam zum Département Meuse-Inférieure,
  - Reckheim kam zum Département Meuse-Inférieure,
  - Winneburg und Beilstein kamen zum Département Rhin-et-Moselle,
  - Blankenheim und Gerolstein kamen zum Département Sarre, 1812 Département Roer,
  - Wittem, Eyß und Schlenacken kamen zum Département Ourthe,
  - Wickrath und Schwanenberg kamen zum Département Roer,
  - Myllendonk kam zum Département Roer,
  - Schleiden kam zum Département Ourthe, 1812 Département Roer,
  - Kerpen und Lommersum kamen zum Département Roer,
  - Dyck kam zum Département Roer,
  - Saffenburg kam zum Département Rhin-et-Moselle,
  - Rheineck kam zum Département Rhin-et-Moselle,
  - Bretzenheim und Winzenheim kamen zum Département Mont-Tonnerre,
  - Fagnolle kam zum Département Ardennes,
  - Olbrück kam zum Département Rhin-et-Moselle.

Der Reichsdeputationshauptschluss vom 25. Februar 1803 brachte einschneidende Veränderungen in den Bestand des Westfälischen Reichsgrafenkollegiums:
- Der Herzog von Braunschweig-Wolfenbüttel erhielt in § 32 eine Virilstimme für Blankenburg im Reichsfürstenrat und schied damit aus dem Westfälischen Reichsgrafenkollegium aus. Blankenburg fiel 1807 an das Königreich Westphalen.
- Der Fürst Kaunitz erhielt in § 32 eine Virilstimme im Reichsfürstenrat und schied damit aus dem Westfälischen Reichsgrafenkollegium aus. Rietberg fiel 1807 an das Königreich Westphalen.

Mit dem Reichsdeputationshauptschluss verloren weitere Territorien ihre Selbständigkeit und wurden mediatisiert
- Sayn-Altenkirchen fiel gemäß § 12 an Nassau-Usingen, „mit dem Beding, sich in Ansehung der Schadloshaltung des Hauses Sayn-Wittgenstein, dessen Ansprüche auf die Grafschaft Sayn und Zugehörden erloschen bleiben, nach der darüber getroffenen Übereinkunft zu benehmen.“
- Wied-Runkel wurde in § 21 noch um die kurkölnischen Ämter Neuerburg und Altenwied und die Kellerei Vilmar vergrößert, fiel jedoch 1806 an Nassau-Usingen, Runkel rechts der Lahn zum Großherzogtum Berg, Wied-Neuwied wurde 1805 auf Nassau-Usingen und Nassau-Weilburg verteilt, auch Holzappel und Reichenstein wurden 1805 auf Nassau-Usingen und Nassau-Weilburg verteilt,
- Hoya fiel in § 4 an Hannover, 1807 zu Frankreich, Département Bouches-du-Weser,
- Diepholz fiel in § 4 an Hannover, 1807 zu Frankreich, Département Ems-Supérieur,
- Spiegelberg gehörte seit 1631 den Fürsten von Nassau-Diez-Oranien, 1819 an Hannover verkauft,
- Pyrmont gehörte seit dem Erbvertrag von 1625 zu Waldeck, Erhebung zum Fürstentum Waldeck und Pyrmont 1712,
- Der Herzog von Arenberg als Graf von der Mark erhielt in § 3 das dem Hochstift Münster gehörende Amt Meppen mit der ehemals kurkölnischen Grafschaft Recklinghausen zur Entschädigung.
- 1800 sollte die Herrschaft Anholt der Batavischen Republik zugeschlagen werden, sie blieb jedoch bei Konstantin zu Salm-Salm. Durch Untergang des Alten Reichs im Jahr 1806 ging die Herrschaft Anholt im Fürstentum Salm auf.
- 15 westfälische Grafen, deren Territorien im Lunéviller Frieden Frankreich zugeschlagen wurden, erhielten im Reichsdeputationshauptschluss säkularisiertes Klostergut in Oberschwaben als Entschädigung. Damit wurden die westfälischen Grafen in den Südwesten des Reiches verpflanzt. Ihre 1803 gewonnene Souveränität ging allerdings bereits 1806 verloren, als sämtliche neugeschaffenen Fürstentümer mediatisiert wurden.
  - Der Graf von Löwenstein-Wertheim erhielt in § 13 das Amt Freudenberg, die Kartause Grünau, das Kloster Triefenstein und 4 Dörfer im Würzburgischen zur Entschädigung; 1806 zu Baden.
  - Der Graf von Törring-Jettenbach erhielt in § 24 die Zisterzienserfrauenabtei Gutenzell zur Entschädigung; 1806 zu Württemberg.
  - Der Graf von Aspremont-Lynden erhielt in § 24 das Stift Baindt zur Entschädigung (darüber hinaus jährlich 850 Gulden von Graf Metternich); 1806 zu Württemberg.
  - Der Graf von Metternich erhielt in § 24 die Benediktinerabtei Ochsenhausen „mit Ausschluss des Amtes Tannheim, unter der Verbindlichkeit, eine jährliche Rente von 20 000 Gulden – nämlich an den Grafen von Aspremont 850 Gulden – an den Grafen von Quadt 11 000 Gulden – an den Grafen von Wartenberg 8 150 Gulden, hinaus zu zahlen“ zur Entschädigung; 1806 zu Württemberg.
  - Der Graf von Sternberg erhielt in § 24 die Prämonstratenserabteien Schussenried und Weißenau „unter der Verbindlichkeit einer jährlichen Rente von 13 900 Gulden, nämlich an den Grafen von Wartenberg 5 500 Gulden, an den Grafen von Sickingen 1 110 Gulden, an den Grafen von Hallberg 6 880 Gulden, an den Grafen von Nesselrode-Reichenstein 260 Gulden, an den Grafen von Goltstein 150 Gulden, hinaus zu zahlen“ zur Entschädigung; 1806 zu Württemberg.
  - Der Graf von Plettenberg erhielt in § 24 wegen Wittem und Eyß die Kloster-Heggbachischen Orte Mietingen und Sulmingen zur Entschädigung; 1806 zu Württemberg. Der Graf von Goltstein erhielt im selben Zusammenhang wegen Schlenacken eine jährliche Rente von 1 850 Gulden.
  - Der Graf von Quadt erhielt in § 24 die Abtei und die Stadt Isny zur Entschädigung (darüber hinaus jährlich 11 000 Gulden von Graf Metternich); 1806 zu Württemberg.
  - Der Graf von Ostein erhielt in § 24 die Kartause Buxheim „(mit Ausschluss des Dorfes Pleß) unter der Verbindlichkeit einer jährlichen Rente von 9 000 Gulden, nämlich an den Grafen von Bassenheim 1 300 Gulden, an den Grafen von Plettenberg 6 000 Gulden, an den Grafen von Goltstein 1 700 Gulden, hinaus zu zahlen“ zur Entschädigung; 1806 zu Bayern.
  - Der Graf von Nesselrode-Reichenstein erhielt in § 24 lediglich eine jährliche Rente von 260 Gulden, zahlbar von Graf von Sternberg aus den Erträgen von Schussenried und Weißenau.
  - Der Graf von Schaesberg erhielt in § 24 das der Benediktinerabtei Ochsenhausen gehörende Amt Tannheim, „(mit Ausschluss des Dorfes Winterrieden) unter der Verbindlichkeit, eine jährliche Rente von 2 000 Gulden – nämlich an den Grafen von Sinzendorf 1 500 Gulden und an den Grafen von Hallberg 500 Gulden, hinaus zu zahlen“ zur Entschädigung; 1806 zu Württemberg.
  - Der Graf von Salm-Reifferscheidt-Dyck erhielt in § 3 aus der Säkularisationsmasse des Erzbistums Mainz eine immerwährende Rente von 28 000 Gulden auf die Besitzungen der Frankfurter Kapitel.
  - Der Graf von Sinzendorf erhielt in § 24 das der Benediktinerabtei Ochsenhausen (Amt Tannheim) gehörende Dorf Winterrieden „unter Benennung einer Burggrafschaft und eine jährliche Rente“ von 1 500 Gulden von Graf Schaesberg zur Entschädigung; 1806 zu Bayern.
  - Der Fürst von Bretzenheim erhielt in § 22 Die Stadt und das gefürstete Damenstift zu Lindau zur Entschädigung; 1804 an Österreich verkauft, 1805 von Bayern annektiert.[Anm. 2]
  - Der Fürst von Ligne erhielt in § 11 die Abtei Edelstetten unter dem Namen einer Grafschaft; 1806 zu Bayern.
  - Der Graf von Bassenheim erhielt in § 24 das Kloster Heggbach (ohne die Orte Mietingen und Sulmingen) zur Entschädigung; 1806 zu Württemberg. Darüber hinaus erhielt er eine jährliche Rente von 1 300 Gulden, die von Graf von Ostein aus den Erträgen der säkularisierten Kartause Buxheim zu zahlen war, zur Entschädigung.

Die ehemaligen westfälischen Grafen, die nun teilweise die säkularisierten Klosternamen in der Titulatur trugen, wurden zu Standesherren mit weitgehenden Sonderrechten in Württemberg, Bayern und Baden bis zum Ersten Weltkrieg.
Acht der westfälischen Grafen erlangten oder bestätigten ihren Status als souveräne Fürsten und traten 1806/1807 mit ihren Territorien dem von Napoleon als Protektor geführten Rheinbund bei, wobei insbesondere die beiden Nassauer Linien sich erheblich vergrößern konnten:
- Nassau-Usingen (12. Juli 1806),
- Nassau-Weilburg (12. Juli 1806),
- Arenberg (12. Juli 1806),
- Schaumburg-Lippe (18. April 1807),
- Lippe (18. April 1807),
- Waldeck (18. April 1807),
- Salm-Salm (12. Juli 1806),
- Salm-Kyrburg (12. Juli 1806) konnte in der Rheinbundakte, Art. 24 die Herrschaft Gemen übernehmen, 1810 zu Frankreich, Département Lippe

Sechs Territorien fielen an die französischen Satellitenstaaten Königreich Westphalen und Großherzogtum Berg:
- Rietberg fiel 1807 an das Königreich Westphalen,
- der zu Hessen-Kassel gehörende Teil Schaumburgs fiel 1807 an das Königreich Westphalen,
- Bentheim fiel 1806 an das Großherzogtum Berg und kam 1810 zu Frankreich, Département Lippe,
- Steinfurt fiel 1806 an das Großherzogtum Berg und kam 1810 zu Frankreich, Département Lippe,
- Bentheim-Tecklenburg 1807 zum Großherzogtum Berg, 1810 zu Frankreich, Département Ems-Supérieur,
- Gimborn und Neustadt fielen 1806 an das Großherzogtum Berg.

Oldenburg und Delmenhorst kamen 1810 zu Frankreich, Département des Bouches-du-Weser.